# Institut Català de Recerca en Patrimoni Cultural
L'Institut Català de Recerca en Patrimoni Cultural (ICRPC) va ser creat oficialment l'any 2006 per la Generalitat de Catalunya i la Universitat de Girona.
El centre està dirigit per la Dra. Gemma Domènech i Casadevall, doctora en Història de l’Art per la Universitat Autònoma de Barcelona (2000).
La missió de l'ICRPC és "Impulsar i desplegar accions d'investigació bàsica, transferència i socialització de el coneixement, així com formació sobre patrimoni cultural per proporcionar a la societat i, en particular, a la catalana, elements d'anàlisi del seu patrimoni històric i cultural i de les seves relacions socials actuals i futures".
Les línies de recerca principals de l'ICRPC són els usos del patrimoni cultural, els processos de patrimonialització, la destrucció i salvaguarda del patrimoni cultural, l'art barroc i del renaixement, el turisme i el patrimoni i els públics del patrimoni cultural.